# Daniel Brändle
Daniel Brändle, né le 23 février 1992, est un footballeur international liechtensteinois. Il évolue au poste de milieu droit au SV Pullach.

## Carrière
Daniel Brändle quitte le FC Berne après avoir obtenu la montée en quatrième division suisse.
Il débute en sélection nationale le 21 mai 2014 contre la Biélorussie.